# ارنست واگنر
 ارنست واگنر (آلمانی: Ernst Wagner؛ زاده ۱۴ اوت ۱۸۷۶ درگذشته ۱ نوامبر ۱۹۲۸) یک دانشمند اهل آلمان بود.